# 撒鲁尔

撒魯爾部落的塔木加印記

撒魯爾部落（英语：Salur tribe），是來自古老的烏古斯突厥人部落聯盟的其中一員。
建立在中世纪時期，位於安那托利亞的卡拉曼侯國創立者便是撒魯爾部落的成員，隨著塞尔柱帝国的衰弱與滅亡，部分撒魯爾人在12世紀時以法爾斯為中心，創立了撒魯爾王朝。現代土庫曼人撒魯爾部落的後裔分散居住於土庫曼 、烏茲別克、阿富汗 、伊拉克與伊朗等國家，除此之外，中國境內的撒拉族也宣稱擁有撒魯爾部落的血統。
撒魯爾·喀山（Salur Kazan）不但是史詩故事科爾庫特之書中的英雄之一，他同時也是來自撒魯爾部族的一員。直至今日，許多撒魯爾人仍生活在中东和中亞一帶。